# Plaza General Manuel Belgrano (Burzaco)
La Plaza General Manuel Belgrano es una plaza en honor al General Manuel Belgrano ubicada en la localidad bonaerense de Burzaco. 
Posee un monumento a la bandera que fue inaugurado el 25 de julio de 1943, considerado el primero del país. En 2013 fue declarado Bien Histórico Cultural de la Provincia de Buenos Aires. En 2019 fue declarado Monumento Histórico Nacional.

## Historia
El primer nombre de la plaza fue Libertad, luego se rebautizó como Manuel Belgrano. En 1938 se inauguró en esta plaza  el monumento a la bandera más antiguo de Argentina. 

## Monumento a la Bandera de Burzaco
Con el fin de crear un monumento al símbolo nacional creado por el general Manuel Belgrano, en el año 1938 se creó una Comisión Popular presidida por el teniente coronel Saúl S. Pardo, y el 25 de mayo del mismo año se colocó la piedra fundamental del monumento, en terrenos donados a la Municipalidad de Almirante Brown en 1901 por Francisco Burzaco.
Dos habitantes de la zona, su constructor, Francisco Blumetti y el escultor Claudio León Sempere fueron los encargados de construir el monumento, un homenaje que los habitantes de Burzaco, a través de sus donaciones, quisieron rendir al prócer y a la insignia nacional. El mástil fue colocado entre marzo y abril de 1939 por una cuadrilla de Correos y Telégrafos de la Nación, dirigida por Vicente Iozzi.
El monumento está construido sobre una base rectangular de 5 metros por ocho de alto y su longitud total es de 25 metros, coronan el mismo dos cóndores de bronce que impactan por su tamaño cercano a los dos metros.